# Francis Dane
Rev. Francis Dane (20 de noviembre de 1615-17 de febrero de 1697) bautizado en Bishop's Stortford, Inglaterra y probablemente nacido allí.

## Educación y carrera
Francis Dane se matriculó en el King's College, Cambridge, en 1633 y emigró a Massachusetts con sus padres, John y Frances (nacida Bowyer) Dane, en 1636. Dane se convirtió en el segundo pastor de la Parroquia del Norte de Andover, Massachusetts en el año 1649. Durante ese tiempo fundó una escuela para jóvenes de Andover.

## Familia
Con su primera esposa, Elizabeth Ingalls (1622-1676), Francis tuvo seis hijos (dos hijos y cuatro hijas): 
- Nathaniel Dane
- Francis Dane
- Elizabeth Dane Johnson,
- Hannah Dane Goodhue,
- Phebe Dane Robinson
- Abigail Dane Faulkner.

Se casó dos veces más. Su segunda esposa fue Mary Thomas (1677-1689), y su tercera esposa fue Hannah Abbot (1690-1697).

## Primeras murmuraciones de brujería
En 1658, cuando el tema de la brujería llegó por primera vez a su atención, él estuvo en contra del concepto: Cuando John Godfrey fue acusado de lesionar a la esposa de Job Tyler por "actos satánicos", Dane juzgó en contra de esa probabilidad.

## Un nuevo ministro
Alrededor de 1680, cuando Francis Dane tenía 65 años de edad, miembros de la iglesia comenzaron a preocuparse acerca de su capacidad para cumplir con su papel de líder en esta y pidieron que les enviaran un ministro más joven. En enero de 1682, el Rev. Thomas Barnard, un recién graduado de la Universidad de Harvard, llegó. Poco después de que Barnard llegara, el salario de Francis Dane fue detenido. Dane solicitó al Tribunal General de Boston que lo reintegre. La ciudad cumplió, pero dividió el sueldo de 80 libras al año para que Dane recibiera 30 libras y Barnard recibiera 50. Ninguno de los dos estaba satisfecho con la solución.

## Juicios de Salem
Dane había vivido en Andover durante cuarenta y cuatro años, y tenía 76 años de edad cuando los Juicios de Salem comenzaron. El 18 de octubre de 1692, Francis Dane, Thomas Barnard y otros veintitrés escribieron una carta al gobernador y al Tribunal General condenando públicamente los juicios. Dane y su familia estaban en peligro, ya que muchos miembros de esta fueron acusados, incluyendo al mismo Francis. Otro ministro eclesiástico, George Burroughs, había sido ahorcado, así que el estado de Dane no le garantizaba protección. Advirtió que su pueblo era culpable de sangre por aceptar acusaciones infundadas contra los miembros pactados de la iglesia.
Dos de las hijas de Francis, Elizabeth Dane Johnson y Abigail Dane Faulkner, y su nuera, Deliverance Dane, fueron arrestadas. Las dos hijas de Abigail Dane Faulkner, Abigail Faulkner y Dorothy Faulkner, también fueron acusadas de brujería.

## Influencia de los juicios en la familia
La hija de Francis, Abigail Faulkner Sr., fue declarada culpable y condenada en septiembre de 1692 pero con una suspensión temporal de la ejecución porque ella estaba embarazada. Más tarde fue indultada por el gobernador y liberada. Aunque la familia de Dane tuvo una mayor tasa de acusados que cualquier otra familia, ninguno de sus miembros inmediatos fue ejecutado, excepto Elizabeth Jackson Howe (ejecutada el 19 de julio de 1692), esposa de James Howe, Jr. y Martha Carrier, sobrina de Francis Dane también ejecutada el 19 de agosto de 1692.